# Макрей, Ли
Ли Макрей (англ. Lee McRae; род. 23 января 1966, Pembroke, Северная Каролина) — американский легкоатлет, специалист по бегу на короткие дистанции. Выступал за сборную США по лёгкой атлетике в конце 1980-х годов, чемпион мира на открытом стадионе и в помещении, двукратный чемпион Панамериканских игр, чемпион Игр доброй воли, дважды победитель Универсиады, победитель и призёр первенств национального значения, бывший рекордсмен мира в беге на 55 и 60 метров.

## Биография
Ли Макрей родился 23 января 1966 года в Пембруке, штат Северная Каролина.
Занимался бегом во время учёбы в старшей школе West Robeson High School, затем поступил в Питтсбургский университет — состоял в местной легкоатлетической команде «Питтсбург Пантерс», успешно выступал на различных студенческих соревнованиях, в частности на чемпионатах Национальной ассоциации студенческого спорта (NCAA): в 1986 году одержал победу в беге на 100 метров на открытом стадионе, в 1986—1988 годах трижды подряд становился чемпионом в беге на 55 метров в закрытых помещениях. На втором году обучения установил мировой рекорд на дистанции 55 метров — 6,00.
В 1986 году выиграл серебряную медаль на чемпионате США в Юджине, уступив на 100-метровой дистанции только титулованному Карлу Льюису. Попав в состав американской национальной сборной, выступил на впервые проводившихся Играх доброй воли в Москве, где финишировал четвёртым в индивидуальном беге на 100 метров и одержал победу в эстафете 4 × 100 метров.
Сезон 1987 года оказался наиболее успешным в карьере Макрея. В марте он выиграл бег на 60 метров на домашнем чемпионате мира в помещении в Индианаполисе, установив при этом мировой рекорд в данной дисциплине — 6,50 (изначально занял второе место, но после допинговой дисквалификации победившего канадского спринтера Бена Джонсона переместился в итоговом протоколе на первую позицию). В июне взял бронзу в беге на 100 метров на чемпионате США в Сан-Хосе. В июле завоевал две золотые награды на Универсиаде в Загребе — на 100-метровой дистанции и в эстафете 4 × 100 метров. В августе в тех же дисциплинах победил на Панамериканских играх в Индианаполисе. На последовавшем чемпионате мира в Риме финишировал шестым в дисциплине 100 метров, тогда как в эстафете 4 × 100 метров вместе с соотечественниками Ли Макниллом, Харви Глансом и Карлом Льюисом превзошёл всех соперников, став чемпионом мира.
Впоследствии Макрей оставался действующим спортсменом вплоть до 1997 года, хотя каких-то значительных успехов на международной арене больше не добивался.